# Taranidaphne
Taranidaphne is een geslacht van weekdieren uit de klasse van de Gastropoda (slakken).

## Soorten
- Taranidaphne amphitrites (Melvill & Standen, 1903)
- Taranidaphne dufresnei Morassi & Bonfitto, 2001
- Taranidaphne hongkongensis (Sowerby III, 1889)
- Taranidaphne nereidum (Melvill & Standen, 1903)